# HBS Beeklaan
De Derde Gemeentelijke HBS was een school, die op 3 september 1906 in Scheveningen werd opgericht en later naar Den Haag verhuisde. Vanaf 1949 stond ze bekend als de HBS Beeklaan.

## Geschiedenis

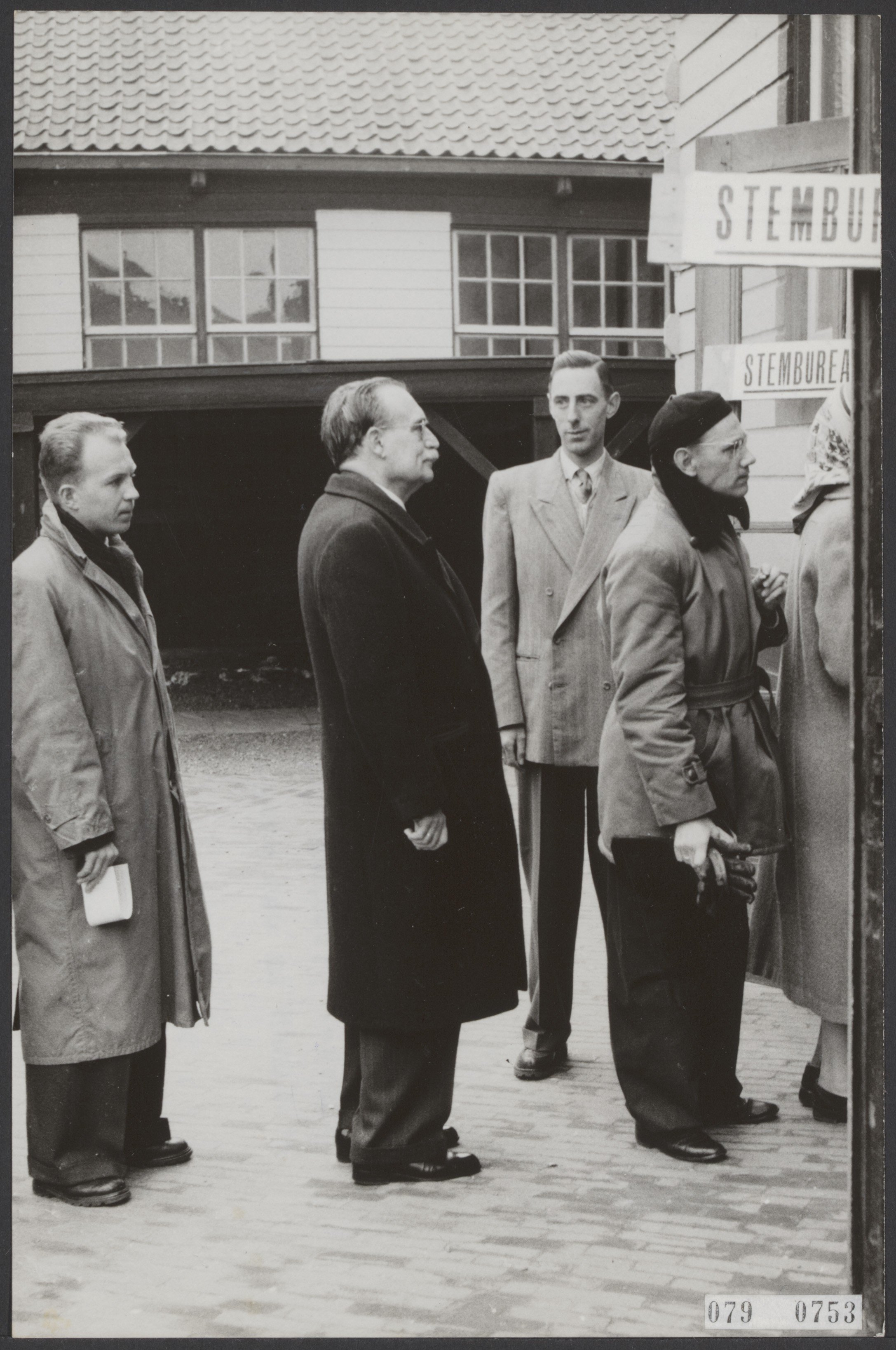
Minister-president Willem Drees stemt in het stembureau H.B.S. Beeklaan in Den Haag voor de verkiezingen van de Provinciale Staten in 1954

De school begon in houten noodbarakken aan de Van den Eyndestraat en het Westeinde. In 1907 verhuisde de school naar een nieuwbouwpand aan de Waldeck Pyrmontkade. In 1932 maakte de school daar plaats voor de Handelsdagschool. De hbs verhuisde naar een houten noodgebouw op het adres Beeklaan 445. In 1943 moest het gebouw, dat dicht bij het Sperrgebiet van de Duitsers lag, worden ontruimd. De lessen werden tijdelijk gegeven in het leegstaande gebouw Fischerstraat 135, waar eerder het Joodsch Lyceum was gehuisvest. In 1945 keerde de school terug naar het noodgebouw aan de Beeklaan. Daar bleef ze tot in 1967 een nieuw pand aan de Houtrustweg 2 gereedkwam. Het noodgebouw, dat in 1917 was neergezet als tijdelijke behuizing voor tien jaar voor de Tweede HBS voor meisjes, maar toch van 1917 tot 1967, vijftig jaar, dienst had gedaan, werd afgebroken.
Nog maar een jaar later, in 1968, fuseerde de HBS Beeklaan echter met het Grotius Lyceum en de ulo aan de Zonnebloemstraat tot de Scholengemeenschap Hugo de Groot. Die bestond tot 1981 en fuseerde in dat jaar op zijn beurt met het Tweede Vrijzinnig-Christelijk Lyceum tot het Segbroek College.
Het pand Houtrustweg 2 is sindsdien in gebruik geweest bij diverse onderwijsinstellingen, waaronder het Regionaal Opleidingencentrum Mondriaan en de Haagse Hogeschool. Sinds 2011 is hier een Europese School gevestigd, als onderdeel van het Rijnlands Lyceum.

## Directeuren
- dr. J.F. Haverman (1906-1920)
- dr. W. van Schothorst (1920-1935)
- J. Mulder (1935-1959)
- F. Koote (waarnemend, 1959-1960)
- W.R. Vijverberg (1960-1964)
- dr. J.A. Verschoor (waarnemend, 1964-1965)
- P.A. Kremer (waarnemend, 1965-1968)

## Oud-leerlingen
- Willem Reyseger
- Robbie Wijting